# Königinnen-Umber
Den übrigen Umberfischen sieht der queenfish (daher Königinnen-Umber, Seriphus politus) sehr wenig ähnlich – er ähnelt eher etwa den Apogonidae. Bauch- und Rückenlinie sind etwa gleich lang, ebenso Rücken- und Afterflosse. Die Stirn kann etwas eingesattelt sein. Der Rumpf ist ziemlich kompress.
Flossenstrahlen: D1 IX-X, D2 I/~20 (weit getrennt); A II/~22.
Dieser kleine, blau-silberne Schwarmfisch (nur die Flossen sind gewöhnlich braun) kommt eine relativ kleine Strecke weit an der Küste S-Kaliforniens (selten British Columbia bis Baja California) vor, ist dort aber häufig und gehört, da er leicht an jede Angel geht, zu den am meisten erbeuteten Fischen der Brandungsfischer. Er wird max. 30 cm lang. Er kann gebraten werden, zählt aber nicht zu den bevorzugten Speisefischen. Nachts hält er sich in Tiefen bis 150 m auf (bes. über Sandboden), wo er Würmer, Krebstiere und kleinere Fische erbeutet (sein Maul ist auffallend groß), d. h. sein Aufenthalt tagsüber in Küstennähe, bes. an Molen, Buhnen, Pieren und Steinschüttungen, schützt ihn vor den Fressfeinden des tieferen Wassers. Sonst unterscheidet er sich wenig von den anderen Umbern.- Bes. um Australien heißt „Queenfish“ die Makrele Scomberoides commersonnianus.

## Anmerkung
1. ↑  Der Gattungsname wurde von der Ägäis-Insel Seriphos genommen, mit der er weiter gar nichts zu tun hat; allerdings soll es dort laut quarrende Frösche gegeben haben, obwohl die Insel kaum geeignete Gewässer aufweist! seriphos oder serphos mit der Nebenform syrphos war auch die (gr.) Bezeichnung einer Fliege oder Mücke, von der Johann Christian Fabricius Syrphus (s. Syrphidae) abgeleitet hat.